# Anežka Akvitánská (manželka Ramira I.)
Anežka Akvitánská (aragonsky: Agnés) byla aragonská královna jako druhá manželka krále Ramira I. Aragonského. Spekuluje se, zda byla dcerou vévody Viléma VI. nebo Viléma VII. Akvitánského, a pravděpodobně se znovu provdala za hraběte Petra I. Savojského.
Po smrti své manželky Ermesindy z Bigorre se Ramiro I. Aragonský oženil se ženou jménem Anežka. Věří se, že Anežka přežila svého manžela, který zemřel 8. května 1063, asi po desetiletém manželství. Zřejmě spolu neměli žádné děti. Protože je její jméno často užívané v akvitánské vévodské rodině a Ramirova rodina s touto vévodskou často uzavírala sňatky, míní se, že Anežka z této vévodské rodiny pocházela, ač její původ není zcela znám. Možná byla dcerou Viléma VI., možná Viléma VII. Akvitánského.
Spekulovalo se, že manželka hraběte Petra I. Savojského, „Anežka, dcera Viléma z Poitou“, byla dcerou Viléma VII. Je ale možné, že to také mohla být ovdovělá aragonská královna, pokud by se za Ramira provdala ve velmi brzkém věku.